# 야즈군

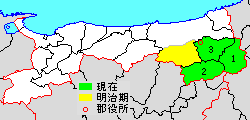
야즈군의 위치

야즈군(일본어: 八頭郡, やずぐん)은 일본 돗토리현의 군이다.
인구 22,777명, 면적 630.59km², 인구밀도 36.1명/km².(2025년 3월 1일, 추계인구)
이하 3정으로 구성된다.
- 지즈정(智頭町)
- 야즈정(八頭町)
- 와카사정(若桜町)

## 역사
- 2004년 11월 1일 - 가와하라정·모치가세정·사지촌이 돗토리시에 편입되었다.
- 2005년 3월 31일 - 고게정·핫토정·후나오카정이 합병해 야즈 정이 성립하였다.